# Pietro Bianchi (turner)
Pietro Bianchi (Milaan, 5 maart 1883 - Milaan, 1 juli 1965) was een Italiaans turner.
Bianchi won tijdens de Wereldkampioenschappen turnen 1911 een zilveren medaille aan de ringen en de bronzen medaille met het team. Tijdens de Olympische Zomerspelen 1912 won Bianchi de gouden medaille met het team, Bianchi was in de individuele meerkamp als zesde geëindigd. Bianchi won acht jaar later tijdens de volgende spelen wederom de gouden medaille met het team.

## Olympische Zomerspelen
| Jaar | Plaats    | Resultaten         |
| ---- | --------- | ------------------ |
| 1912 | Stockholm | 6e meerkamp · team |
| 1920 | Antwerpen | team               |

## Wereldkampioenschappen turnen
| Jaar | Plaats | Resultaten    |
| ---- | ------ | ------------- |
| 1911 | Turijn | ringen · team |
| 1913 | Parijs | team          |